# NGC 7271
NGC 7271 (другие обозначения — PGC 68753, MCG 5-52-16, ZWG 494.22, NPM1G +32.0564) — линзообразная галактика (S0) в созвездии Пегас.
Этот объект входит в число перечисленных в оригинальной редакции «Нового общего каталога».